# 下維亞佐維耶
下维亚佐维耶（羅馬化：Nizhniye Vyazovyye，羅馬化：Qaramalı Taw）是俄罗斯鞑靼斯坦共和国的市级镇，属泽廖诺多利斯克区管辖。地处鞑靼斯坦共和国西部边境，靠近其与楚瓦什共和国、马里埃尔共和国的边界。镇内设有铁路车站斯维亚日斯克站。
下维亚佐维耶位于伏尔加河上古比雪夫水库沿岸，与区行政中心泽廖诺多利斯克隔河相望，共和国首府喀山则在该镇东方。
该地2022年人口有7,598人；2010年人口8,169；2002年人口8,275；1989年人口6,011。